# Цыбуков, Валерий Васильевич
Валерий Васильевич Цыбуков (5 апреля 1932 — 4 октября 2023) — советский дипломат, чрезвычайный и полномочный посол.

## Биография
Окончил Московский государственный институт международных отношений (МГИМО) МИД СССР (1957). На дипломатической работе с 1957 года.
- В 1957—1960 годах — секретарь Генерального консульства СССР в Гданьске (Польша).
- В 1960—1966 годах — сотрудник центрального аппарата МИД СССР.
- В 1966—1971 годах — на ответственной работе в центральном аппарате МИД СССР.
- В 1971—1973 годах — помощник министра иностранных дел СССР А. А. Громыко.
- В 1973—1979 годах — советник-посланник Посольства СССР в Бельгии.
- В 1979—1983 годах — на ответственной работе в центральном аппарате МИД СССР.
- В 1983—1986 годах — начальник Управления кадров МИД СССР, член Коллегии МИД СССР.
- С 28 апреля 1986 по 19 мая 1988 года — чрезвычайный и полномочный посол СССР в Бурунди[1].
- В 1994—1998 годах — генеральный консул России в Кракове (Польша).

## Награды
- 2 ордена «Знак Почета» (1976 и 1981).
- Медали СССР и России.